# Josep Maria Ainaud de Lasarte
Josep Maria Ainaud de Lasarte (Barcelona, 13 de junio de 1925-9 de agosto de 2012) fue un historiador, divulgador cultural, abogado, periodista y político español. 
Estudioso de personajes emblemáticos del catalanismo como Francesc Macià, Francesc Cambó, Ventura Gassol o Enric Prat de la Riba. Su obra gira en torno a la difusión de la cultura y la historia de Cataluña.

## Biografía
Hijo del pedagogo y artista Manuel Ainaud, hermano del historiador de arte Joan Ainaud de Lasarte y nieto de Carmen Karr.   
Estudió en la Escuela Montessori del Ayuntamiento de Barcelona y en el Instituto-Escuela de la Generalidad de Cataluña. Acabó el bachillerato con premio extraordinario en el Instituto Menéndez y Pelayo donde coincidió con Oriol Bohigas, Josep Martorell, Vicenç Lázaro y Robert Vergés. Se licenció en derecho por la Universidad de Barcelona (1952), donde también coincidió con Joan Reventós, Alberto Oliart, J.A. Linatti, Francesc Casares, Josep Espar i Ticó y Jordi Cots. Discípulo de Ferran Soldevila y Agustí Duran i Sanpere en los Estudis Universitaris Catalans y en el Institut Municipal d'Història.
Durante la Segunda Guerra Mundial colaboró con los aliados pasando información a los ingleses sobre movimientos de barcos en el puerto de Barcelona y ayudó a pilotos y fugitivos a cruzar la frontera francesa. Fue encarcelado tres veces a lo largo de su vida.
Durante su estancia en la universidad, militó en grupos de resistencia antifranquista y catalanista como Miramar, el FNEC y el Frente Universitario de Cataluña. ¿Afiliado a la UGT en 1937?. En 1948 fundó la Sociedad Catalana de Estudios Jurídicos, filial del Instituto de Estudios Catalanes. Fue promotor de la Antología poética Universitaria en 1949. Fundó el Grup d'Advocats Demòcrates (GAD) en 1974. En 1976 se afilió a Convergència Democràtica de Catalunya, de la cual llegó a ser miembro del Consell Nacional, presidente de la Mesa del Consell de Barcelona, responsable de la Sectorial de Cultura y presidente del VI congreso nacional. Fue diputado en el Parlamento de Cataluña por la coalición Convergència i Unió del 1980 al 1984 y regidor del Ayuntamiento de Barcelona del 1987 al 1990, siendo regidor-presidente del distrito del Ensanche. Fue asesor personal de Jordi Pujol en temas de cultura (quien lo cita como uno de sus maestros en sus memorias). Fue socio de honor de la Asociación de Escritores en Lengua Catalana. Fue nombrado comisario del pabellón de Cataluña en la Exposición Universal de Sevilla en 1992.
Colaboró en la edición de la Gran Enciclopèdia Catalana, además de varios medios escritos como la revista Historia y Vida, así como en periódicos, radios y televisiones de Cataluña, como TV3, TVE-Catalunya, Catalunya Ràdio o COM Ràdio. Fue miembro de prestigiosas entidades culturales como el Ateneo Barcelonés u Òmnium Cultural.
Rechazó la condecoración de la Creu de Sant Jordi.
En 1957 se casó con Carmen Agustí i Badia, hija de la cantante Conchita Badía.

## Obras
- 1973 - Prat de la Riba, home de govern, con Enric Jardí. Ariel.
- 1974 - Lluís Domènech i Montaner.
- 1976 - Els cinquanta anys del Día del Llibre. Bruguera.
- 1978 - Els anys del franquisme, con Borja de Riquer y Josep Maria Colomer. Dopesa.
- 1978 - Símbols de Catalunya.
- 1980 - Immigració i reconstrucció nacional de Catalunya. Blume.
- 1984 - Ventura Gassol. Nou Art Thor.
- 1987 - Macià. Nou Art Thor.
- 1988 - Catalunya. Departament de Comerç, Consum i Turisme de la Generalitat de Catalunya.
- 1992 - Prat de la Riba. Edicions 62.
- 1992 - Francesc Cambó. Labor cop.
- 1993 - Barcelona, puerta europea a América. Edimurtra.
- 1994 - Barcelona 1888-1992.
- 1996 - El llibre negre de Catalunya. Planeta.
- 1996 - Ministres catalans a Madrid. La Campana.
- 2002 - Mestres que han fet Catalunya. Mediterrània.
- 2005 - Barcelona, anys trenta. Angle.
- 2008 - Carme Karr. Infiesta.

## Reconocimientos
- 1994 - Premi d'Honor Lluís Carulla, junto con su hermano
- 1970 - Premio Alós Moner del Instituto de Estudios Catalanes
- 1972 - Premio Reynals del ilustre Colegio de Abogados de Barcelona por Prat de la Riba, home de govern
- 2006 - Medalla de Honor de la Ciudad del Ayuntamiento de Barcelona
- 2000 - Medalla President Macià de la Generalidad de Cataluña.
- 2012 - Medalla de Oro de la Generalidad de Cataluña[2]
- Ginesta d'Or de Tosa de Mar